# Rejon cuntyński
Rejon cuntyński (ros. Цунтинский район, aw. Цӏунтӏа мухъ) – jednostka administracyjna wchodząca w skład Dagestanu w Rosji.
Centrum administracyjnym rejonu jest wieś (ros. село, trb. sieło) Cunta.

## Geografia
Powierzchnia rejonu wynosi 1319,1 km² i znajduje się on w południowo-zachodniej części Dagestanu. Graniczy z rejonem cumadyńskim i tliaratyński wchodzącymi w skład Dagestanu, a także z Gruzją.
Część północnej granicy rejonu przebiega na rzece Andijskoje Kojsu.

## Demografia
W 2021 roku rejon zamieszkiwało 20 865 osób.
Grupy etniczne i narodowości w 2021 roku:
- Awarowie – 20 566 (98,57%)
- Rosjanie – 193 (0,91%)
- inny – 106 (0,51%)